# Claes Anton Cederström
Claes Anton Cederström, född den 11 juli 1795 i Karlskrona, död den 20 januari 1849 i Växjö, var en svensk greve och militär. Han var son till Olof Rudolf Cederström, måg till Johan Lorentz Aschan.

## Biografi
Cederström blev kornett vid Smålands dragonregemente 1812, löjtnant i armén 1817, ryttmästare i generalstaben 1818, löjtnant vid Smålands dragonregemente samma år och ryttmästare vid Smålands husarregemente 1824. Han blev adjutant hos kronprinsen 1820 och kammarherre 1826. Cederström befordrades till major i armén 1827, blev andre major vid Smålands husarregemente 1829, överstelöjtnant i armén och generalstabsofficer 1835 samt överste i armén 1843. Han blev greve vid faderns död 1833. Cederström blev riddare av Svärdsorden 1826. Han vilar på Tegnérkyrkogården.

### Familj
Cederström gifte sig 31 maj 1829 på Lessebo bruk i Hovmantorps socken med Catharina Fredrika Aschan (1805–1881), dotter till bergsrådet, medicin doktorn Johan Lorentz Aschan och Catharina Nilsson. De fick tillsammans barnen Catharina Charlotta Cederström (1830–1895) som var gift med bataljonsläkaren Georg Erhard Ossbahr, godsägaren Rudolf Johan Cederström (1831–1875), riksdagsmannen Claes Cederström (1833–1900), Carl Fredrik Cederström (1836–1846), Gustaf Bror Cederström (1838–1846),August Olof Cederström (1840–1916) och konstnären Thure Cederström (1843–1924).